# テマセク・ホールディングス
テマセク（英語：Temasek。旧名：Temasek Holdings）は、シンガポールの政府が所有する投資会社（ソブリン・ウェルス・ファンド）である。2012年3月の時点で380人の従業員がアジアを中心に1980億SGD運用している 。保有する株式は、金融、通信、メディア、テクノロジー、交通、運輸、不動産、エネルギー、資源など多岐にわたる。テマセク・ホールディングスは世界で最も高評価の投資会社のうちの1つであり、ムーディーズによる格付けは、Aaa、スタンダードアンドプアーズによる格付けはAAAである。
テマセクとは、シンガポール（Singapore）の古称。

## シンガポール政府との繋がり

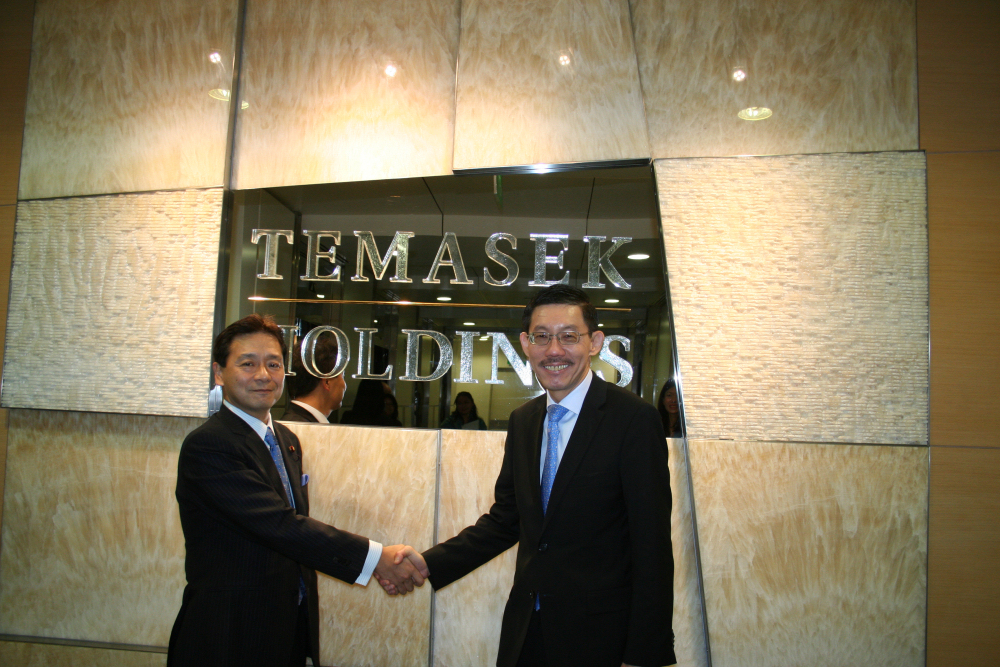
2012年、COOのタン・チョン・リーと金融担当相の中塚一宏

テマセクホールディングスの株式は全てシンガポール財務省が保有し、リー・シェンロン首相夫人であるホー・チンがCEOを務めている。テマセク自身はシンガポール航空やDBS銀行などシンガポールを代表する大企業や、国内の電気、ガスなどのインフラ企業、さらに国内の主要テレビ・ニュースチャンネルを運営するMedia Corpなど、政府系投資会社として国内に強い存在感を持っている。

## 拡大する対外投資
2003年以降、シンガポール国内の関連企業の再編により、テマセクは国内企業の株式を売却するなどして獲得した資金をもとに、対外投資を拡大している。その結果、02年の対外投資総額約50億SGDから、06年には約3倍の約150億SGDにまで増加した。
09年3月現在の地域別の投資事業ポートフォリオはシンガポール31%、国外69%で内訳は以下の通り。
- 31%:シンガポール
- 27%:北アジア（中国、台湾、日本、韓国）
- 9%:ASEAN
- 7%:南アジア（インド、パキスタン）
- 22%:OECD加盟国（日米欧ほか）
- 4%:ラテンアメリカ他

また、UBSやメリルリンチなど、サブプライムローン問題で疲弊した欧米の金融機関にも、多額の資本注入を行って、世界の金融市場で存在感を示す政府系投資ファンドの一つである(07年現在)。
日本の、ソフトバンク系金融ITコングロマリット、SBIホールディングスと共同で子会社を設立し、アジアの金融機関を対象に投資活動を行うことを発表した。

## 主な投資先
2012年3月時点の主な投資先
金融・銀行業
- 中国銀行 (2%)
- 中国建設銀行 (8%)
- DBS銀行 (30%)
- スタンダード・チャータード銀行 (18%)
- ICICI銀行 (2%)

通信・マスメディア
- メディアコープ (100%)
- シングテル (54%)
- シン・コーポレーション・グループ (42%)
- STテレメディア (100%)
- バーティ・エアテル (5% as of 2010)
- スタッツ・チップパック (84%)

交通・運輸・産業
- シンガポール航空 (56%)
- ケッペル・コーポレーション (21%)
- ネプチューン・オリエント・ラインズ (66%)
- PSAインターナショナル (100%)
- SembCorp Industries (49%)
- STエンジニアリング (51%)
- SMRTコーポレーション (54%)
- シンガポール・パワー (100%)

不動産・生活
- CapitaLand (40%)
- メープルツリー・インベストメンツ (100%)
- Olam International (16%)
- Celltrion, Inc. (10%)
- Li & Fung Limited (3%)
- M+S Pte Ltd (40%)
- Pulau Indah Ventures (50%)
- SATS Ltd (43%)
- Wildlife Reserves Singapore Pte Ltd (88%)

エネルギー・資源
- モザイクカンパニー (5%)
- Chesapeake Energy Corporation
- Clean Energy Fuels Corp (0.49%)
- FTS International (40%)
- Inmet Mining Corporation (11%)
- MEG Energy Corp (6%)
- チャイナ・パワー

## 2006年のタイでのクーデターとの関係
2006年に発生したタイ軍事クーデターの原因の一つとなった、タクシン首相（当時）の家族が所有するシン・コーポレーションの株式を、テマセクホール・ディングスが購入した。この時、タクシン首相の息子が売却により得た収入に対して課税されなかったことなどから、タイ国民の間にタクシンに対する不信感が広まった。また、首相個人が所有する株式とは言え、国内企業を外国企業、しかも一部のタイ国民が対立感情を抱く中華系のシンガポールの企業に売却したことが、タイ国民の不信を招いた。